# Oltrona di San Mamette
Oltrona di San Mamette là một đô thị ở tỉnh Como trong vùng Lombardia, có cự ly khoảng 35 kilômét (22 mi) về phía tây bắc của Milano và khoảng 12 kilômét (7 mi) về phía tây nam của Como. Tại thời điểm ngày 31 tháng 12 năm 2004, đô thị này có dân số 2.190 người và diện tích là 2,7 km².
Đô thị Oltrona di San Mamette có các frazioni (các đơn vị trực thuộc, chủ yếu là các làng) Cerc and Gerbo.
Oltrona di San Mamette giáp các đô thị: Appiano Gentile, Beregazzo con Figliaro, Lurate Caccivio, Olgiate Comasco.